# Clementino Paraná
Clementino Paraná (Curitiba, 16 de maio de 1870 — Morretes, 1938) foi um militar do Exército Brasileiro, da Polícia Militar do Paraná e da Polícia Militar do Estado de Mato Grosso, que teve ativa participação no tumultuado período que se seguiu à proclamação da República.

## Biografia
Na infância em Curitiba exerceu a profissão de tipógrafo do jornal A República. Posteriormente entrou para o Exército Brasileiro por influência de seu pai, militar veterano da Guerra do Prata; tendo atingido a graduação de segundo sargento no período da proclamação da República.

## Revolução Federalista
Em 15 de maio de 1893 foi comissionado como capitão do Regimento de Segurança, antiga denominação da Polícia Militar do Paraná, como comandante da 4ª companhia do batalhão de infantaria.

### Combate do Rio da Várzea
Na Revolução Federalista, o Combate do Rio da Várzea foi o primeiro confronto em solo paranaense. Ele ocorreu no município de Rio Negro, em 14 de dezembro de 1893 e foi basicamente protagonizado pelo Regimento de Segurança do Paraná. 
Nessa localidade, a vanguarda das tropas do general Piragibe havia estabelecido um posto avançado para o controle de acesso ao Estado de Santa Catarina. O general Antônio Ernesto Gomes Carneiro, observando que esse posto podia servir como base para lançar um amplo ataque a toda a região, determinou que fosse feita uma incursão ao local.
O capitão Clementino Paraná, no comando de sua unidade, e com o apoio do capitão Custódio Gonçalves Rollemberg do Esquadrão de Cavalaria, envolveu os federalistas entre dois fogos, travando acirrado combate e obrigando-os a recuarem. Nesse confronto, os maragatos sofreram doze mortes e grande quantidade de feridos, e perderam ainda dezenove combatentes como prisioneiros, e foram capturados muitos animais, armas e munições. O efetivo do Regimento de Segurança sofreu apenas uma morte, o soldado David José da Silva, e um ferido, o soldado Manoel Rodrigues dos Santos Carvalho.

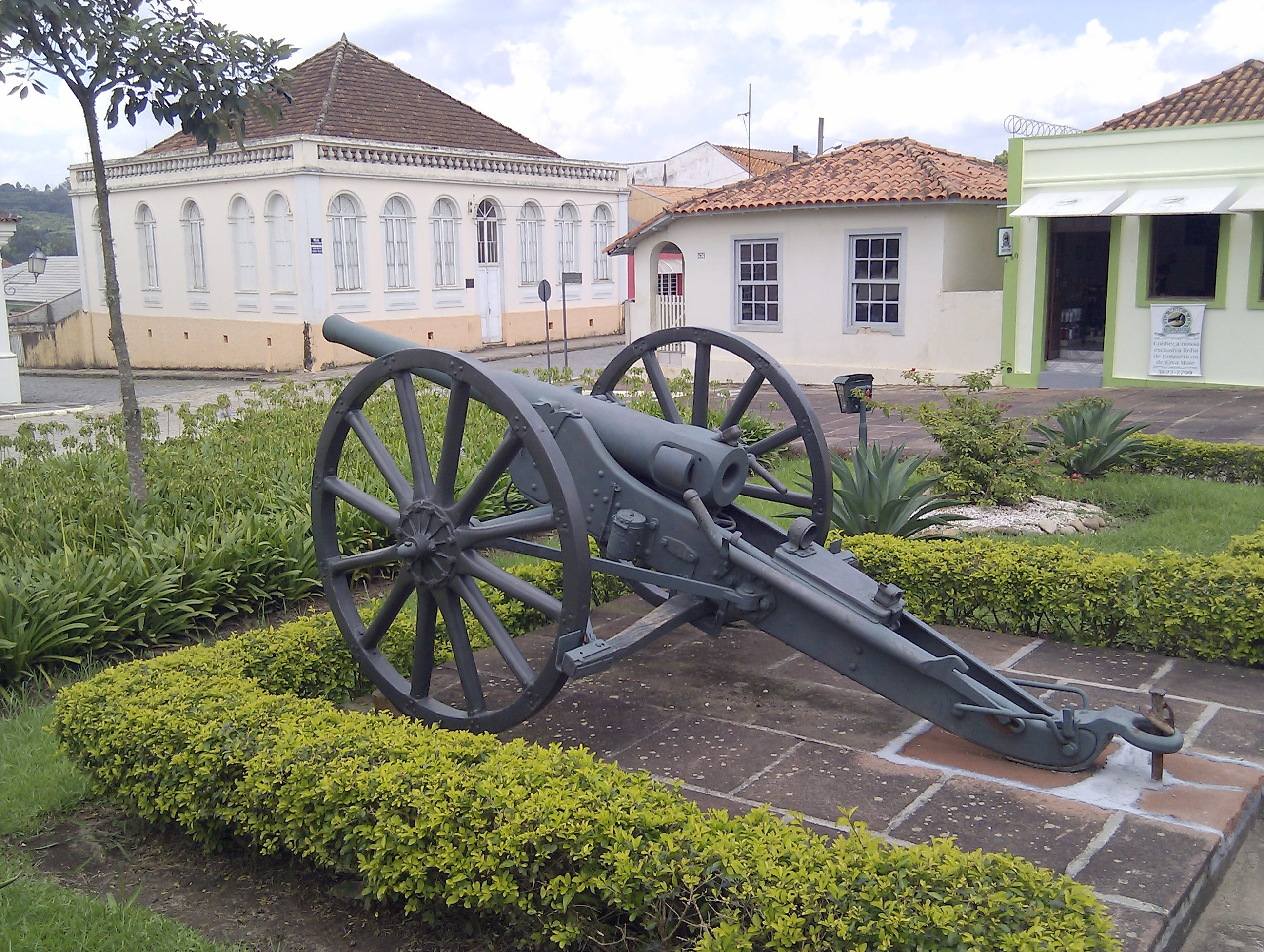
Canhão Krupp exposto em frente ao Panteão dos Heróis, na Lapa.

### Combate da Estação Ferroviária
No dia 22 de janeiro, os federalistas iniciaram uma grande ofensiva, com dois mil homens, sobre a já sitiada cidade da Lapa; sucessivamente tomando a estação ferroviária, o cemitério e o Engenho Lacerda.
Estrategicamente a situação se tornara desesperadora, e era urgente a necessidade de retomar as posições  perdidas.
O capitão Clementino Paraná recebeu a missão de retomar a estação, e com apenas vinte e dois homens de sua companhia, oculto pela vegetação, atacou de surpresa os maragatos. Os combatentes descarregaram suas armas, mas não perderam tempo em recarregar, passando o combate a ser corpo a corpo, com baionetas, facões e coronhadas. Todos, exceto o corneteiro, receberam ferimentos nesse ataque. O próprio capitão Clementino Paraná foi atingido por um disparo no ventre, mas os maragatos foram expulsos, deixando dezenove mortos e diversos prisioneiros.
Após a retirada dos federalistas, dois dias depois, chegaram as tropas militares de São Paulo; desencadeando-se uma série de covardes execuções sumárias. O capitão Clementino Paraná soltou então todos os prisioneiros;   justificando-se:

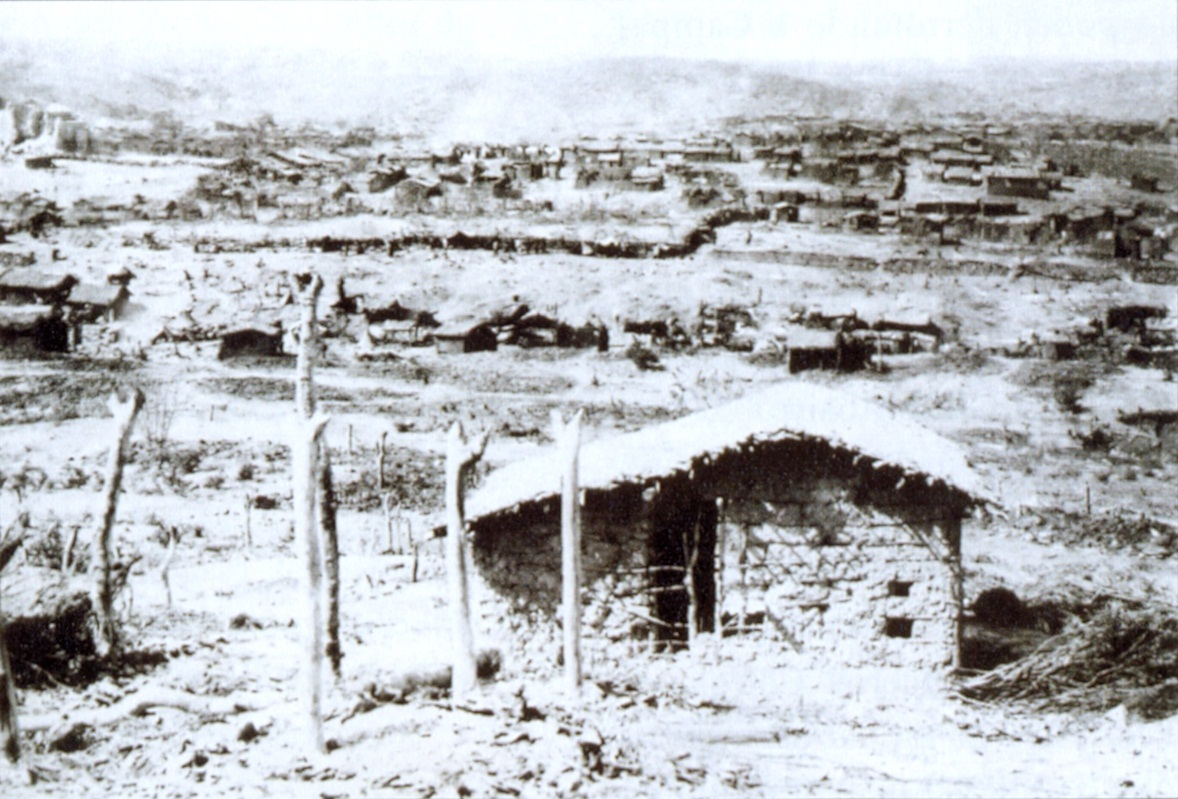
Canudos em 1897. Fotografia de Flávio de Barros, fotógrafo do Exército.

| “ | Prefiro ser responsabilizado pela fuga deles, do que conservá-los presos para serem assassinados. | ” |

## Guerra de Canudos
Após o fim da Revolução Federalista, Clementino Paraná deu baixa do Regimento de Segurança do Paraná em 6 de setembro de 1894, sendo promovido a alferes e incorporado ao 39° Batalhão de Infantaria do Exército Brasileiro.
Em 1897 foi enviado com o 39° Batalhão para o Estado da Bahia, para participar da Guerra de Canudos; posteriormente retornou a Curitiba ao final do conflito.

## Mato Grosso
Em 1904 foi transferido para o Estado de Mato Grosso, possivelmente devido seu envolvimento em um tiroteio ocorrido em Curitiba.

### Comissão Rondon
Com a formação da Comissão Rondon (1907 - 1915), comissão que atravessou amplas regiões do que são hoje os estados de Mato Grosso, Rondônia e Amazonas, com o objetivo de instalar linhas telegráficas para a integração dessas regiões às principais cidades brasileiras, Clementino Paraná assumiu o comando do contingente da organização e execução dos trabalhos.
Em 1910 foi desligado da comissão por ter adquirido enfermidade em serviço, devido as péssimas condições sanitárias.

### Revolta Generoso Ponce
Com a proclamação da República, o Estado de Mato Grosso se envolveu numa complexa agitação revolucionária. E Clementino Paraná tomou partido de Generoso Ponce, comandando o assalto ao quartel da polícia militar em Corumbá. Por sua participação nessa revolta, foi comissionado como comandante-geral da Polícia Militar do Estado do Mato Grosso em 1911, permanecendo no comando até 15 de agosto de 1915. Durante sua gestão transformou o piquete de cavalaria em esquadrão, e reestruturou as instruções para a aplicação das penas disciplinares.
Após deixar a corporação em 1915, passou a dirigir em Cuiabá o jornal O Estado (segundo do mesmo título), impresso em quatro colunas.
Na década de 1920 retornou para o Paraná, passando a residir em Morretes, onde faleceu aos sessenta e oito anos de idade. Seus restos mortais repousam no Panteão dos Heróis, na cidade da Lapa.